# Emam-seminariet
Emam-seminariet är et historiskt teologiskt seminarium i Kashan i Iran. Det uppfördes mellan 1806 och 1814 under Fath-Ali Shah Qajar under ledning av Hossein Khan Sadr-e Azam och under uppsikt av Abolghassem Esfahani. Portalen vid seminariet dekorerades med kakel. Dess stora trädgård är rektangel. Det finns 52 rum runt trädgården. Norr och söder om gården finns två stora rum för undervisning och för seminariernas diskussioner. Varje rum har en separat korridor som leder till bakgården. Varje bakgård har tre rum med en källare och höga badgirer . Väster om gården och framför portalen finns en stor storslagen iwan.